# Friedrich Goldmann
Friedrich Goldmann (* 27. April 1941 in Siegmar-Schönau (heute ein Ortsteil von Chemnitz); † 24. Juli 2009 in Berlin) war ein deutscher Komponist und Dirigent.

## Leben
Bereits als Mitglied des Dresdner Kreuzchores (1951 bis 1959) unternahm er erste Kompositionsversuche. Während der Darmstädter Ferienkurse nahm er 1959 als Stipendiat der Stadt Darmstadt an einem Sonderseminar für Komposition bei Karlheinz Stockhausen teil, der nach dem Mauerbau einen umfangreichen Briefwechsel mit Goldmann fortsetzte.
Nach seinem Studium an der Hochschule für Musik Carl Maria von Weber Dresden (1959 bis 1962) im Fach Komposition bei Johannes Paul Thilman war er von 1962 bis 1964 Meisterschüler bei Rudolf Wagner-Régeny an der Akademie der Künste in Berlin. Daneben arbeitete er als freier musikalischer Mitarbeiter am Berliner Ensemble, wo er wichtige künstlerische Kontakte unter anderem zu Heiner Müller, Ruth Berghaus und Luigi Nono knüpfte. Paul Dessau verdankte er Förderung und wesentliche Impulse.
Nach Abschluss eines weiteren Studiums der Musikwissenschaft an der Humboldt-Universität zu Berlin von 1964 bis 1968 war er als freischaffender Komponist und als Dirigent tätig. Seit Ende der 1960er Jahre gelang ihm als Hauptvertreter einer jungen Komponistengeneration in der DDR, zu der auch Bredemeyer, Dittrich, Katzer und Schenker gehören, ein Durchbruch an den sich der Neuen Musik öffnenden Musikinstitutionen wie der Berliner Staatsoper, Komische Oper Berlin oder dem Gewandhaus Leipzig. Seit Mitte der 1970er Jahre wurden seine Werke zudem in der BRD und im westlichen Europa zur Aufführung gebracht, wobei seit Ende der 1970er Jahre eine Reisetätigkeit möglich wurde, die ihn sowohl als Komponisten als auch als Dirigenten zusehends international etablierte.
Zu seinen bedeutenden Aufträgen zählen in der Folge Werke für die Wittener Tage für neue Kammermusik, die Berliner Philharmonie, die Berliner Festwochen, Ensemble Modern, Arditti Quartett, die Rundfunkanstalten und ihre Orchester, sowie nach 1990 insbesondere das Konzerthaus. Hinzu kamen Werke außerhalb des Neue-Musik-Kontexts, etwa für die Expo 2000 in Hannover oder den Staatsakt zum 20. Jahrestag des Falls der Berliner Mauer am Brandenburger Tor in Berlin (2009). Uraufführungen seiner Werke dirigierten u. a. Pierre Boulez, Daniel Barenboim, Michael Gielen, Ernest Bour und Ingo Metzmacher. Seine Partituren werden von Edition Peters verlegt.
Das einzige Opernwerk von Friedrich Goldmann ist R. Hot bzw. Die Hitze mit einem Libretto von Thomas Körner nach dem Stück Der Engländer von J.M.R. Lenz. Das Werk entstand von 1971 bis 1974, die Uraufführung fand 1977 an der Staatsoper Berlin unter der Regie von Peter Konwitschny statt. Neuinszenierungen folgten u. a. in Dresden (Semperoper, 1984 und 2015/2016), Hamburg, Stuttgart, Braunschweig und Berlin (Konzerthaus 2010 und Staatsoper 2012).
Als Dirigent lag Goldmanns Schwerpunkt auf neuester Musik, seine Programme waren aber oft gekennzeichnet von Gegenüberstellungen Neuer Musik mit Werken der Klassik und frühen Moderne. Er leitete regelmäßig das Ensemble Modern, die Staatskapelle Berlin, das Konzerthausorchester Berlin, das Gewandhausorchester Leipzig und als Gast u. a. die Berliner Philharmoniker sowie Rundfunkorchester u. a. in Deutschland und Österreich. Seit den 1970er Jahren gastierte Goldmann auch international als Dirigent in West- und Osteuropa, Russland, den USA, Japan und Südkorea. Seit ihren Gründungen bestand eine enge Zusammenarbeit insbesondere mit dem Ensemble Modern und der Gruppe Neue Musik Hanns Eisler (mit diesen u. a. in Donaueschingen und beim Warschauer Herbst). Noch vor dem Fall der Mauer war er ab 1988 Chefdirigent des Boris-Blacher-Ensembles der Hochschule der Künste Berlin. Von Goldmann bestehen zahlreiche Rundfunkaufnahmen sowie Tonträger, aufgenommen u. a. für Nova, WERGO und Deutsche Grammophon sowohl mit Interpretationen eigener Kompositionen als auch mit Werken anderer (z. B. Karlheinz Stockhausens Gruppen, 1994). Bedeutende Aufführungen unter Goldmanns Leitung waren u. a. Schönbergs Moses und Aron (Staatsoper Berlin, 1988, Regie: Ruth Berghaus) und die deutschen und französischen Erstaufführungen von Luigi Nonos Hauptwerk Prometeo (Paris und Frankfurt a. M., 1985, sowie Berlin 1988). Mitte der 1990er Jahre stellte er seine Dirigiertätigkeit aus gesundheitlichen Gründen ein.
Friedrich Goldmann war seit 1978 Mitglied der Berliner Akademien der Künste (Ost) und West (seit 1990). Ab 1980 lehrte er im Rahmen der Meisterkurse dort bis zur Vereinigung beider Akademien 1993. Auf Einladung des Goethe-Instituts leitete er auch Kompositionskurse in Seoul (Südkorea), Tokio und Kyoto (Japan). Seit 1996 war er Mitglied der Sächsischen Akademie der Künste. Von 1990 bis 1997 war Goldmann Präsident der Gesellschaft für Neue Musik.

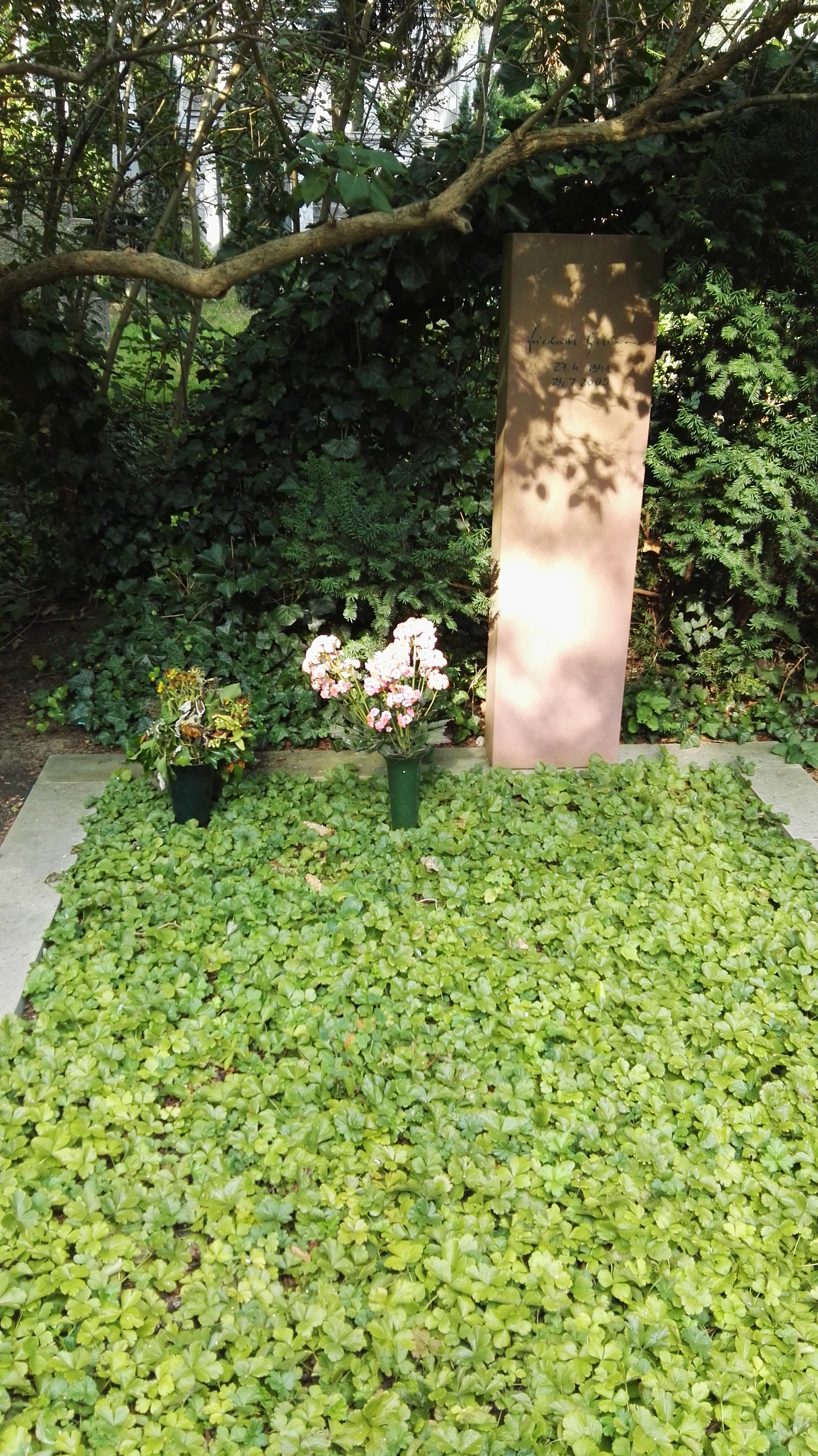
Grabstätte

1991 folgte er dem Ruf zur Professur für Komposition an die Universität der Künste Berlin. Dort leitete er das Institut für Neue Musik. Zu Goldmanns Schülern zählen Enno Poppe, Helmut Oehring, Arnulf Herrmann, Sergej Newski, Steffen Schleiermacher, Jakob Ullmann, Charlotte Seither, Nicolaus Richter de Vroe, H. Johannes Wallmann, Paul Frick, Malin Bång, Sebastian Elikowski-Winkler, Arne Sanders und andere. Seine Emeritierung erfolgte 2006. Goldmann starb drei Jahre später im Alter von 68 Jahren. Sein Grab befindet sich auf dem Dorotheenstädtischen Friedhof in Berlin, seine Manuskripte im Archiv der Akademie der Künste Berlin.
Sein Sohn ist der Musiker Stefan Goldmann (* 1978).

## Werk
Zu Goldmanns umfangreichem, mehr als 200 einzelne Werken zählendem Œuvre gehören neben kammermusikalischen Kompositionen auch mehrere Sinfonien, Solokonzerte, Filmmusiken sowie die Oper „R. Hot bzw. die Hitze“. Der Großteil seines offiziellen Œuvres wurde zu Lebzeiten aufgeführt bzw. kurz nach seinem Tod im Jahr 2009. Posthum uraufgeführt wurden die Orchesterwerke De profundis (1975) und Konzertstück (2004–2006) sowie das kurze Ensemblewerk Postscriptum (1983). Das gesamte offizielle Orchester- und Kammermusikwerk Goldmanns bis 2009 war somit 2014 im Konzert erschlossen.
Werkgattungen im Überblick:
- Orchesterwerke
- Konzerte für Soloinstrumente mit Orchester (u. a. Klavier, Oboe, Violine, Posaune)
- Bühnenwerke
- Kammermusik
- Vokalwerke
- Filmmusik (Till Eulenspiegel (1975), Paul Dessau (1974), Das Luftschiff (1983), Floh im Ohr (1986))

Sein Werk lässt sich grob in drei Schaffensphasen unterteilen. Das offizielle Werk beginnt um etwa 1963 und entwickelt sich bis Anfang der 1970er Jahre vor allem in zahlreichen Bühnenmusiken sowie kammermusikalischen Werken und mehreren „Essays“ für Orchester. Zunächst verarbeitete er vor allem Techniken des Serialismus und der Clusterbildung. Um 1969 begann für Goldmann eine Phase des Komponierens auf der Basis von getrennt gehandhabten musikalischen Materialschichten, insbesondere apropriierten traditionellen Formmodellen (Sonate, Sinfonie), die er mit neuem Tonmaterial „von innen heraus aufsprengt“ und dadurch umdeutet. Dabei kommt dem Herausstellen der entstehenden Bruchstellen zwischen den Schichten ebenso Bedeutung zu wie der Erweiterung des Materials. Wichtige Beispiele sind hier u. a. die Sonate für Bläserquintett und Klavier (1969) und die 1. Sinfonie (1971).
Ab Ende der 1970er Jahre deutet sich eine Tendenz an, die seine dritte Schaffensphase bestimmen sollte, die aber erst ab den 1990er Jahren vollständig ausgebaut wird: ein autonomes, „absolutes“ Komponieren, dass sich der gesamten Möglichkeiten der Neuen Musik bedient und statt Widersprüchen, etwa im Sinne einer Polystilistik, Interaktionen und Integrationen der Techniken und des Materials sucht – etwa anhand von Kontinuen zwischen Geräusch und Ton oder chromatischem Tonvorrat und Mikrotonalität. Als Teil von einheitlichen Gestalten lösen sich dadurch vermeintlich starre Materialgrenzen auf, so dass sowohl der herkömmliche Materialbegriff nicht mehr greift als auch die damit beschriebenen klanglichen Phänomene einer umfassenden Neudeutung zugeführt werden. Wichtige Beispiele sind u. a. das Trio (4 Stücke) für Viola, Violoncello und Kontrabass (1986), das Streichquartett Nr. 2 (1997), das Quartett für Oboe, Violine, Viola and Violoncello (2000) und Quasi una sinfonia (2008).

## Filmografie
- 1971: Avantgarde (Theateraufzeichnung)
- 1974: Paul Dessau
- 1975: Till Eulenspiegel
- 1983: Das Luftschiff

## Ehrungen (Auswahl)
- 1973: Hanns-Eisler-Preis
- 1977: Kunstpreis der DDR
- 1978: Mitglied Akademie der Künste Berlin (Ost)
- 1986: Nationalpreis der DDR III. Klasse für Kunst und Literatur
- 1990: Mitglied der Akademie der Künste Berlin (West)
- 1995: Mitglied der Sächsischen Akademie der Künste